# Vasco Rossi
Vasco Rossi (* 7. února 1952 Zocca) je italský zpěvák, skladatel a producent. Mezi svými fanoušky je také znám jako Blasco. Během své více než 30 let dlouhé kariéry vydal 21 hudebních alb a napsal kolem 130 písní.
Působil jako diskžokej na pirátské stanici Punto Radio, v červnu 1977 vydal debutový singl Jenny/Silvia. V roce 1980 založil skupinu Steve Rogers Band. Pro společenskokritický obsah svých textů bývá nazýván provocautore (provokující autor). Pětkrát získal cenu Federazione Industria Musicale Italiana za nejprodávanější album roku. V roce 2005 obdržel Nastro d'Argento za píseň „Un senso“, kterou napsal pro film Nehýbej se. Na jeho koncert v Modeně 1. července 2017 se prodalo rekordních 225 173 vstupenek. V roce 2020 mu byla udělena cena Nettuno d'oro a Premio Tenco.

## Diskografie
- 1978 – …Ma cosa vuoi che sia una canzone…
- 1979 – Non siamo mica gli americani!
- 1980 – Colpa d'Alfredo
- 1981 – Siamo solo noi
- 1982 – Vado al massimo
- 1983 – Bollicine
- 1985 – Cosa succede in città
- 1987 – C'è chi dice no
- 1989 – Liberi liberi
- 1993 – Gli spari sopra
- 1996 – Nessun pericolo… per te
- 1998 – Canzoni per me
- 2001 – Stupido hotel
- 2004 – Buoni o cattivi
- 2008 – Il mondo che vorrei
- 2011 – Vivere o niente
- 2014 – Sono innocente
- 2021 – Siamo qui